# Jasliq
Jasliq (Dżasłyk, Jaslyk) – więzienie w Karakałpacji w zachodniej części Uzbekistanu, znane ze stosowanych tam tortur wobec przetrzymywanych osób. Położone jest w odludnej części stepu na terenie byłej sowieckiej bazy wojskowej.